# 甚目寺町
甚目寺町（じもくじちょう）は、かつて愛知県海部郡にあった町。
2010年（平成22年）3月22日に海部郡美和町・七宝町と合併してあま市となり、甚目寺町は廃止された。
尾張四観音の一つである甚目寺観音が名称の由来であり、地名になったのは鎌倉時代からと伝えられる。
名古屋市の西側に隣接しており、名古屋市のベッドタウンとして発展してきた。あま市発足時点の人口は約4万人であり、合併前までは日本で5番目に人口密度が高い町であった。
市外局番は「052」であるが、かつては「0560」であった。

## 地理
- 河川: 新川、五条川、庄内川

### 隣接している自治体・行政区
- 名古屋市（中村区）
- 清須市
- 稲沢市
- 海部郡：美和町、七宝町、大治町

### 地名
- 甚目寺（じもくじ）
- 坂牧（さかまき）
- 本郷（ほんごう）
- 上萱津（かみかやづ）
- 中萱津（なかかやづ）
- 下萱津（しもかやづ）
- 森（もり）
- 方領（ほうりょう）
- 石作（いしつくり）
- 小路（しょうじ）
- 新居屋（にいや）
- 栄（さかえ）
- 西今宿（にしいまじゅく）

## 歴史
甚目寺の始まりは推古天皇5年（597年）。地名になったのは鎌倉時代からと言われている。
『海道記』に萱津とある。
渡りはつれば尾張の國に移りぬ。（中略）萱津の宿に泊りぬ。

### 沿革
- 1552年9月4日 - 萱津の戦いが起こる。
- 1889年（明治22年）10月1日 - 町村制施行により、甚目寺村、坂巻村、本郷村が合併し、甚目寺村が発足。
- 1906年（明治39年）7月1日 -甚目寺村、萱津村、春富村、白鷹村、森村、新居屋村、東今宿村が合併し、甚目寺村発足
- 1919年（大正8年）10月 - 廻間地区を清洲町に編入する。
- 1933年（昭和8年）8月1日 - 町制施行をし甚目寺町となる。
- 1943年（昭和18年）1月1日 - 土田・上条地区を清洲町に編入する。
- 2008年（平成20年）[2]
  - 5月1日 - 美和町、七宝町、大治町との間に、東部四町合併研究会設置。
  - 11月5日 - 大治町の離脱により研究会を解散、七宝・美和・甚目寺町合併研究会設置。
- 2009年（平成21年）
  - 2月 - 住民に対して合併に関するアンケートを実施。甚目寺町では「賛成」が41.5%、「どちらかといえば賛成」が23.9%であった[3]。
  - 4月 - アンケート結果を受け、七宝・美和・甚目寺町合併協議会を設置[4]。
  - 7月24日 - 新設される市名として公募多数と委員会選出の計6つを候補とし、協議会での投票の結果「あま市」と決定された。同時に美和町役場を市役所の本庁舎とし、七宝と甚目寺の各町役場を分庁舎とすることが決定された[5]。
- 2010年（平成22年）3月22日 - 同郡美和町、七宝町と合併しあま市誕生。同日甚目寺町は廃止。

## 行政

### 町長
- 村上浩司（2006年12月24日 - 2010年3月21日）[6]

## 公共施設

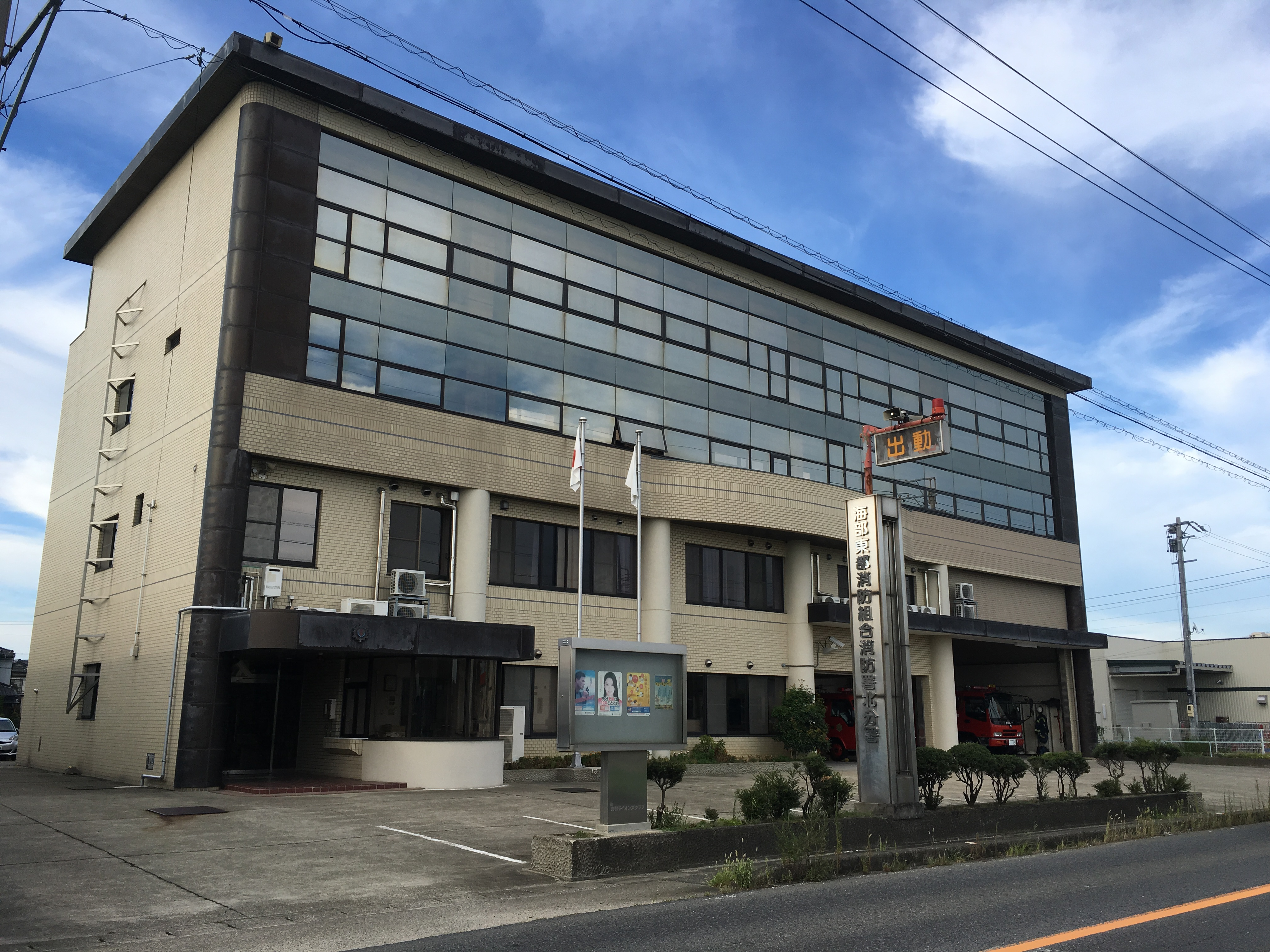
海部東部消防組合北分署

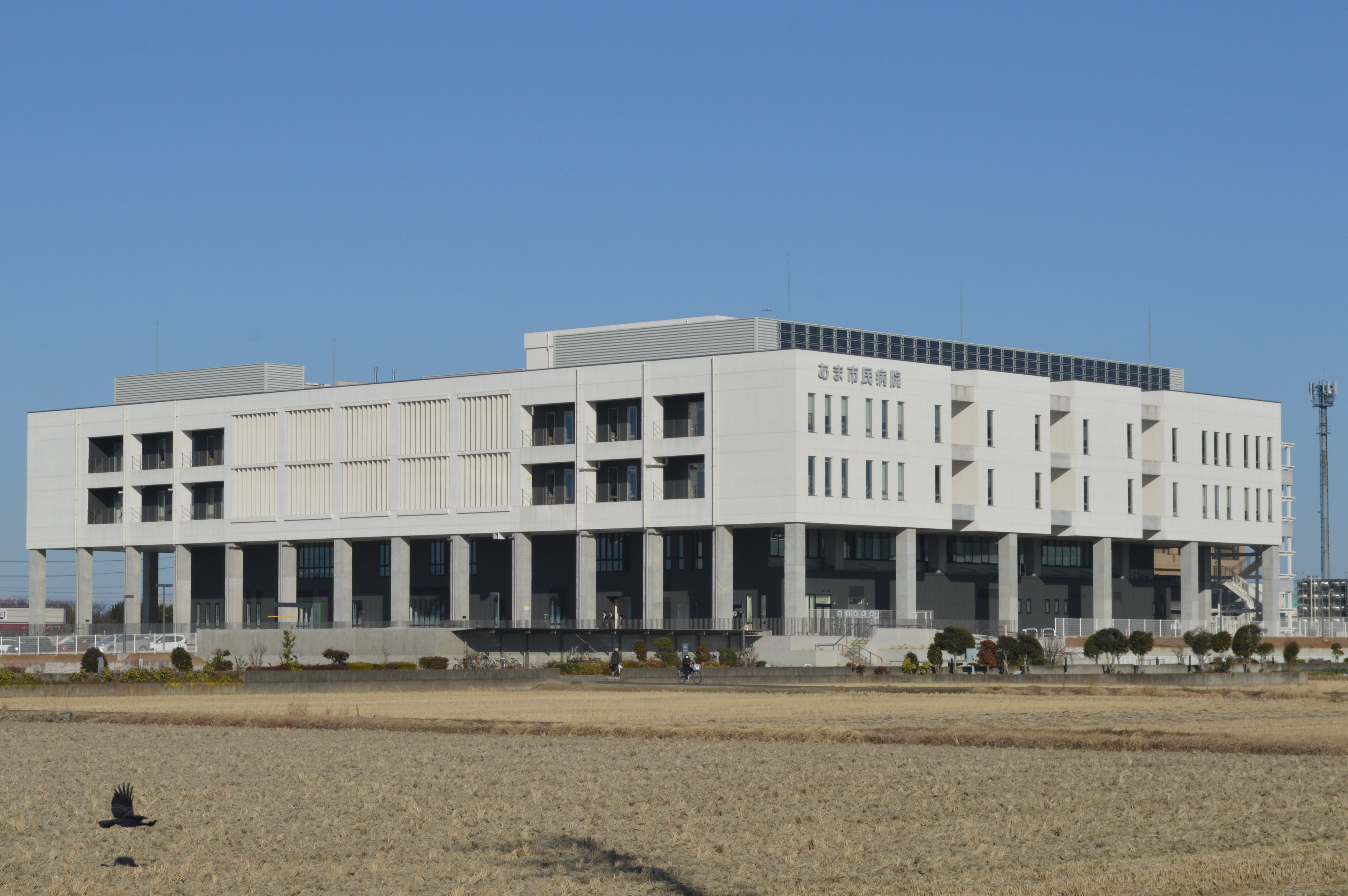
公立尾陽病院

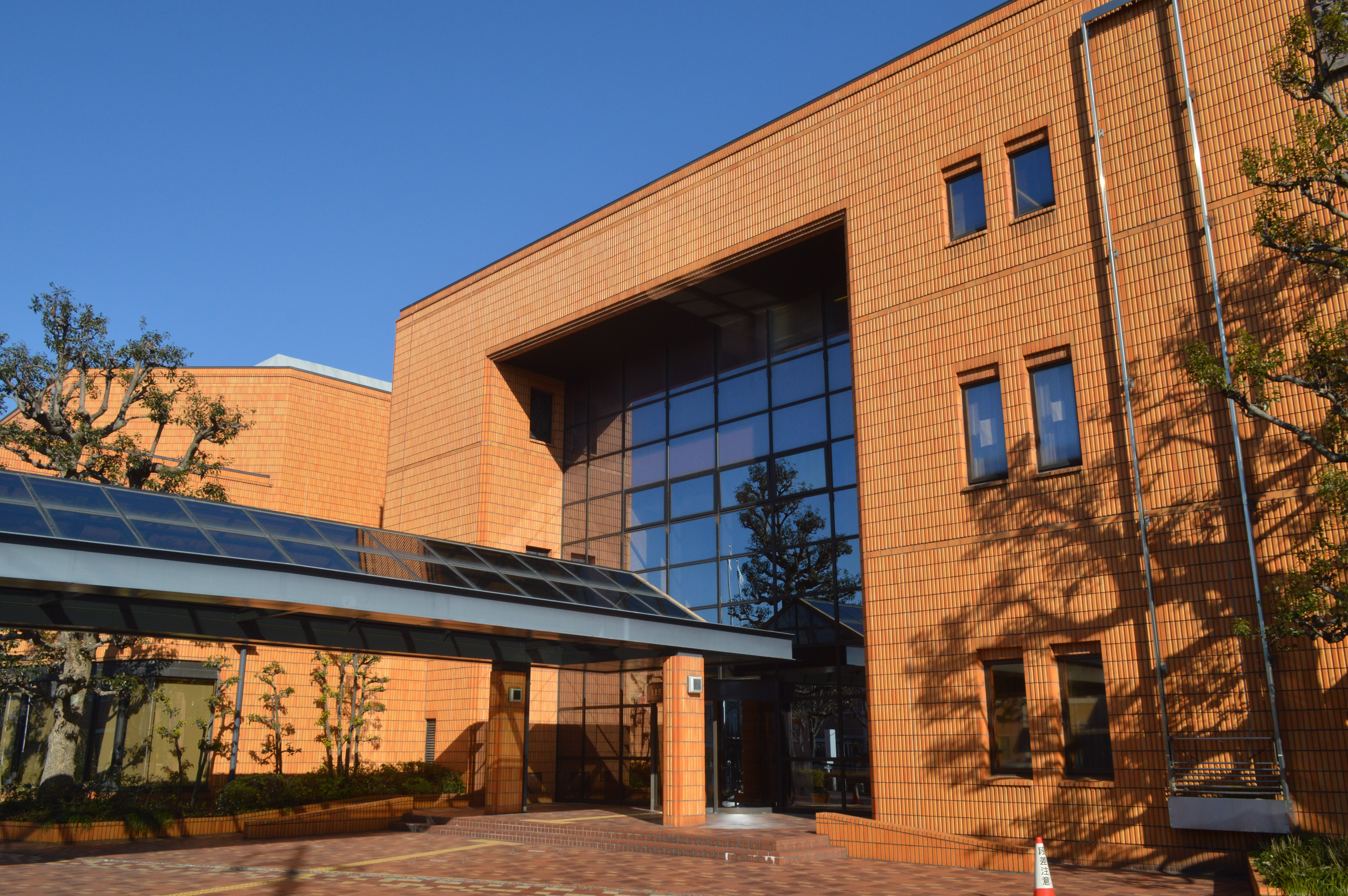
甚目寺町中央公民館

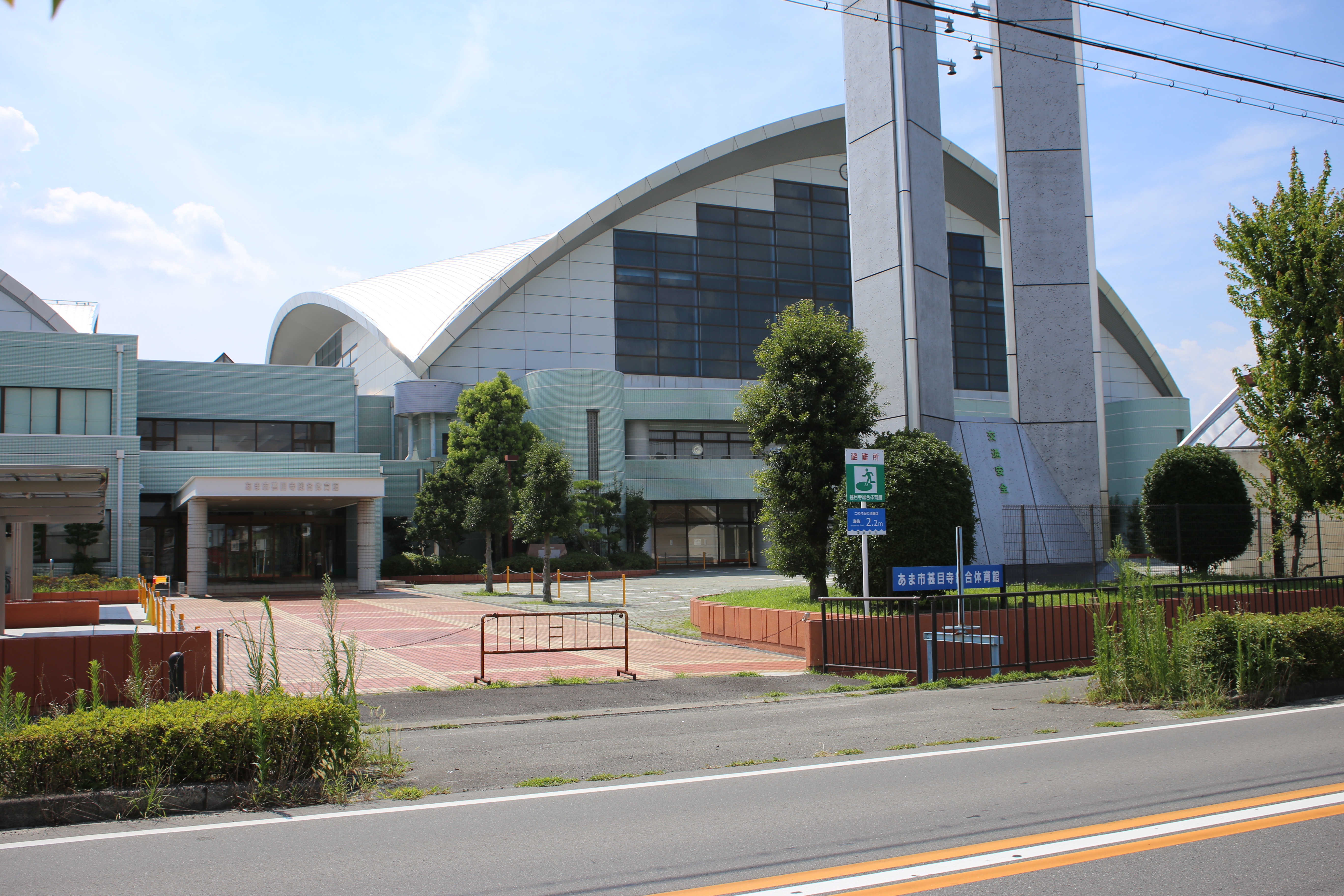
甚目寺町総合体育館

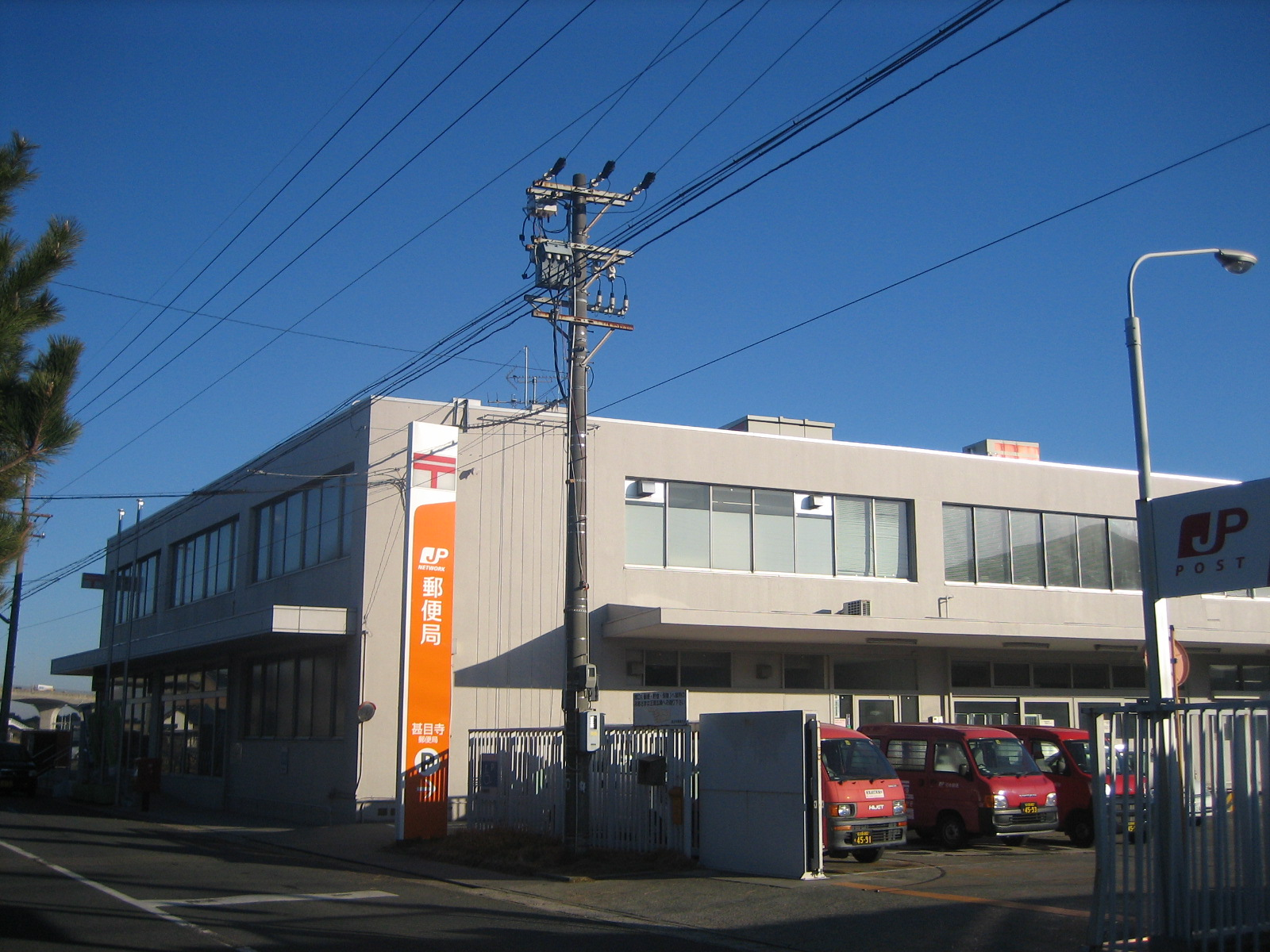
甚目寺郵便局

### 警察
- 津島警察署（津島市）が管轄。
  - 甚目寺幹部交番
  - 甚目寺南交番

### 消防
- 海部東部消防組合北分署

### 医療
公立尾陽病院

### 文化・体育施設
- 甚目寺町中央公民館 - 大ホール 収容人員805人（固定席802席、車イス用席3席）。
- 甚目寺町総合体育館
- 甚目寺総合福祉会館
- 甚目寺老人福祉センター
- 甚目寺高齢者生きがい活動センター
- 人権ふれあいセンター
- 新居屋憩の家
- 森憩の家
- 本郷憩の家
- くすのきの家
- くすのきの家（西館）

### 郵便局
- 甚目寺郵便局（集配局）
- 甚目寺西今宿郵便局
- 甚目寺本郷郵便局

### その他の機関
- 名古屋市環境局 五条川工場

## 経済

### 特産品
- 刷毛 - 昭和48年、刷毛生産量は全国の7割を占め、国内生産量は同48年以降日本一を守り続けている。
- 方領大根 - 尾張大根
- 小松菜

### 企業
- 愛知刷毛刷子商工業協同組合
- セントラルヨシダ株式会社
- 株式会社河村産業所
- 愛知化製事業協業組合
- 株式会社堀田萬蔵商店
- 株式会社アルツ
- 株式会社セントラルプロテイン
- 株式会社堀田トレーディング
- 日本リーテック株式会社中部支社
- 日本電話施設株式会社 電設事業本部
- 株式会社日本デリカフレッシュ 名古屋工場
- 鎌倉ハム
  - 甚目寺工場
  - 事務所
  - 本部営業所
- タンゲ化学工業株式会社 甚目寺工場
- 高岳製作所
  - 中部支社
  - 名古屋センター
- アイカ工業株式会社 甚目寺工場

### 商業
- ヨシヅヤ
  - 甚目寺店
  - 呉服館
  - 電気館（リニューアル後は西松屋甚目寺店）
- アオキスーパー甚目寺店
- ピアゴ甚目寺店(旧ユーストア)
- コンツネ甚目寺店(旧ハローフーヅ、現在はコノミヤに転換)
- 夢屋書店甚目寺店
- セリア
  - ピアゴ甚目寺店
  - 甚目寺店（所在地は大治町）
- ニッケタウン甚目寺

### 金融機関
- 清洲銀行甚目寺支店[7]

### 農業
『大日本篤農家名鑑』によれば、甚目寺村の篤農家は「水野悦太郎、林由太郎、岡戸清秀、近藤元次郎、田中正一、山田義三郎」などがいた。

## 教育

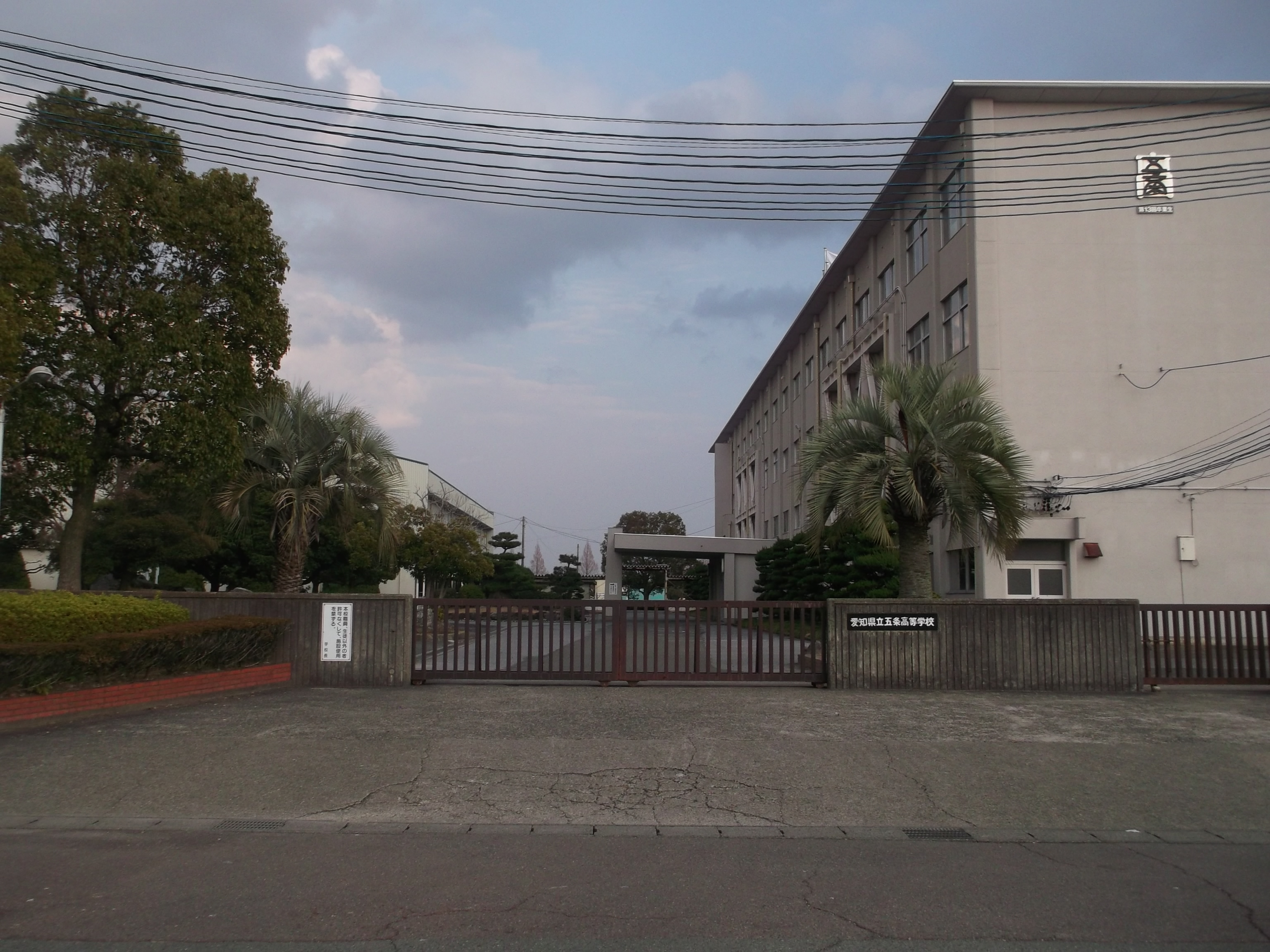
愛知県立五条高等学校

### 高等学校
- 愛知県立五条高等学校

### 中学校
- 甚目寺町立甚目寺中学校
- 甚目寺町立南中学校

### 小学校
- 甚目寺町立甚目寺小学校
- 甚目寺町立東小学校
- 甚目寺町立南小学校
- 甚目寺町立西小学校

### 自動車学校
- 名古屋西自動車学校（2004年に廃校）

## 姉妹都市・提携都市

### 国外
フレンドシップ相手国
2005年に開催された愛知万博では、「一市町村一国フレンドシップ事業」が行われた。名古屋市を除く愛知県内の市町村が、120の万博公式参加国をフレンドシップ相手国として迎え入れた。
- マリ共和国

## 交通

### 鉄道
- 名古屋鉄道
  - 津島線：甚目寺駅

廃止駅
- 新居屋駅

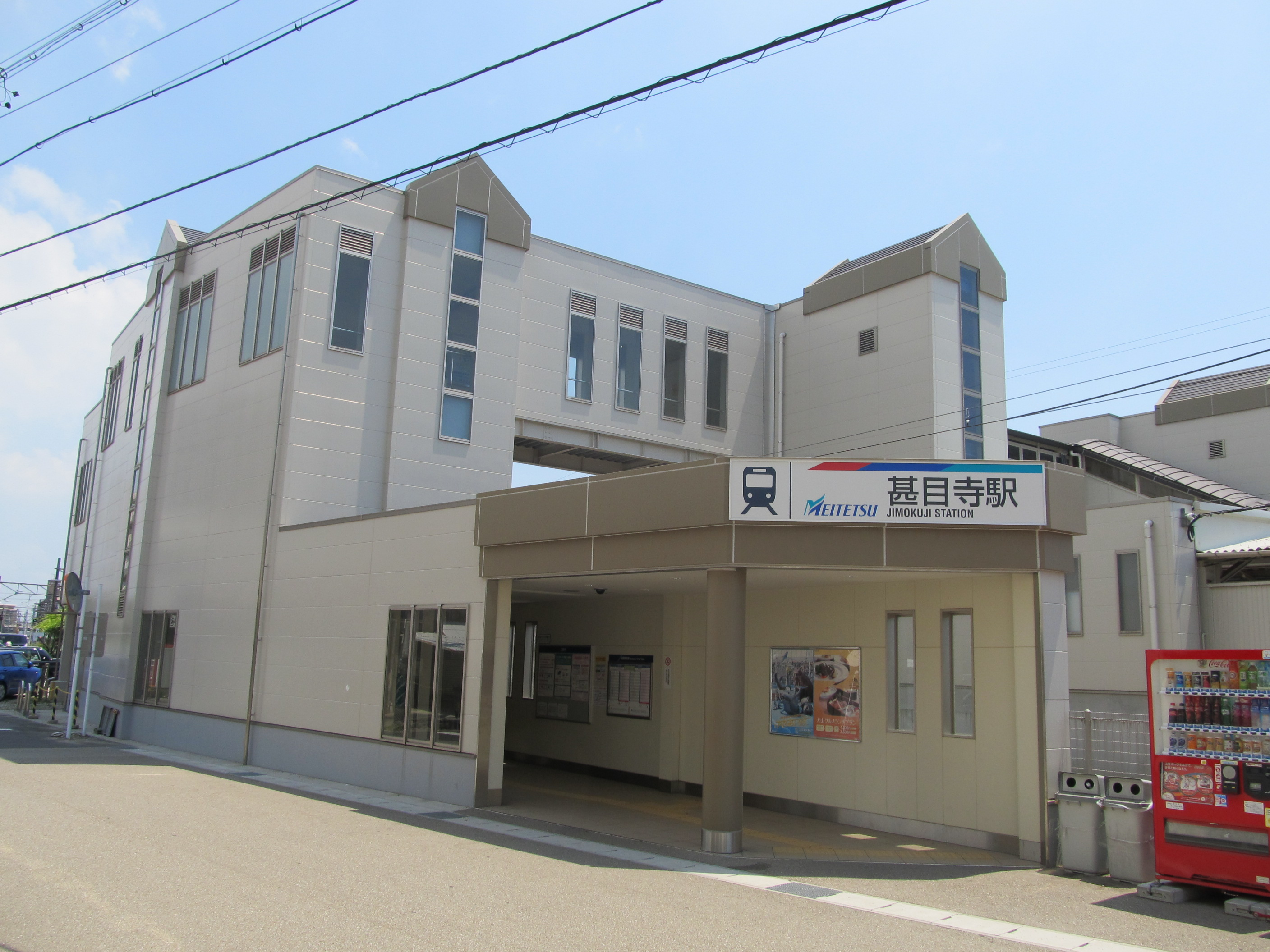
名鉄津島線甚目寺駅

甚目寺駅と七宝駅との間にあった駅。1944年に休止し、1969年に廃止された。

### 道路

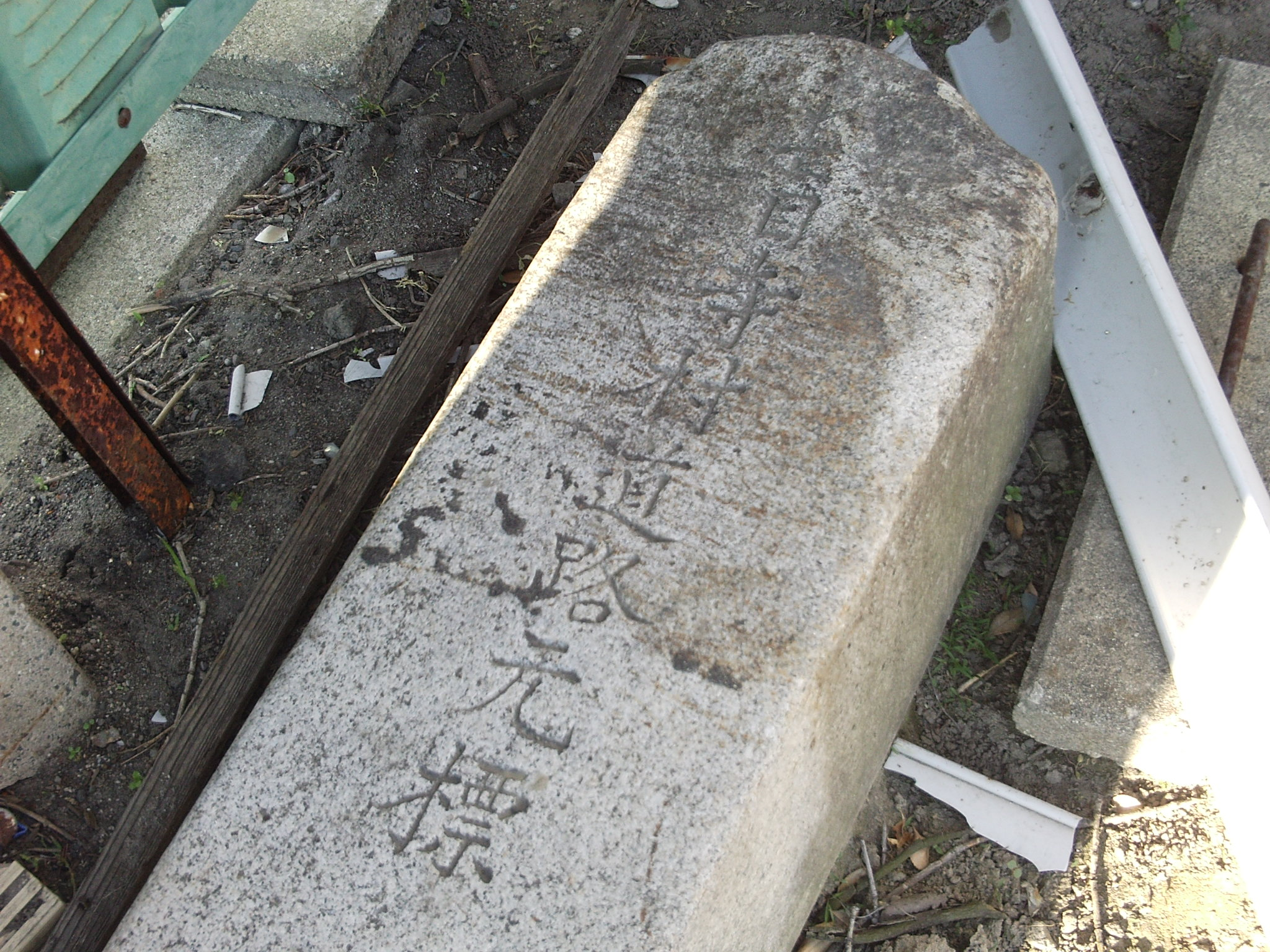
甚目寺村道路元標

#### 高速道路
- 東名阪自動車道(現・名古屋第二環状自動車道)：甚目寺南IC - 甚目寺北IC

#### 一般国道
- 国道302号

#### 主要地方道
- 愛知県道59号名古屋第二環状線
- 愛知県道79号甚目寺佐織線

#### 一般県道
- 愛知県道124号西条清洲線
- 愛知県道126号給父西枇杷島線
- 愛知県道128号給父清洲線
- 愛知県道139号須成七宝稲沢線
- 愛知県道200号名古屋甚目寺線

## 名所・旧跡・観光スポット・祭事・催事

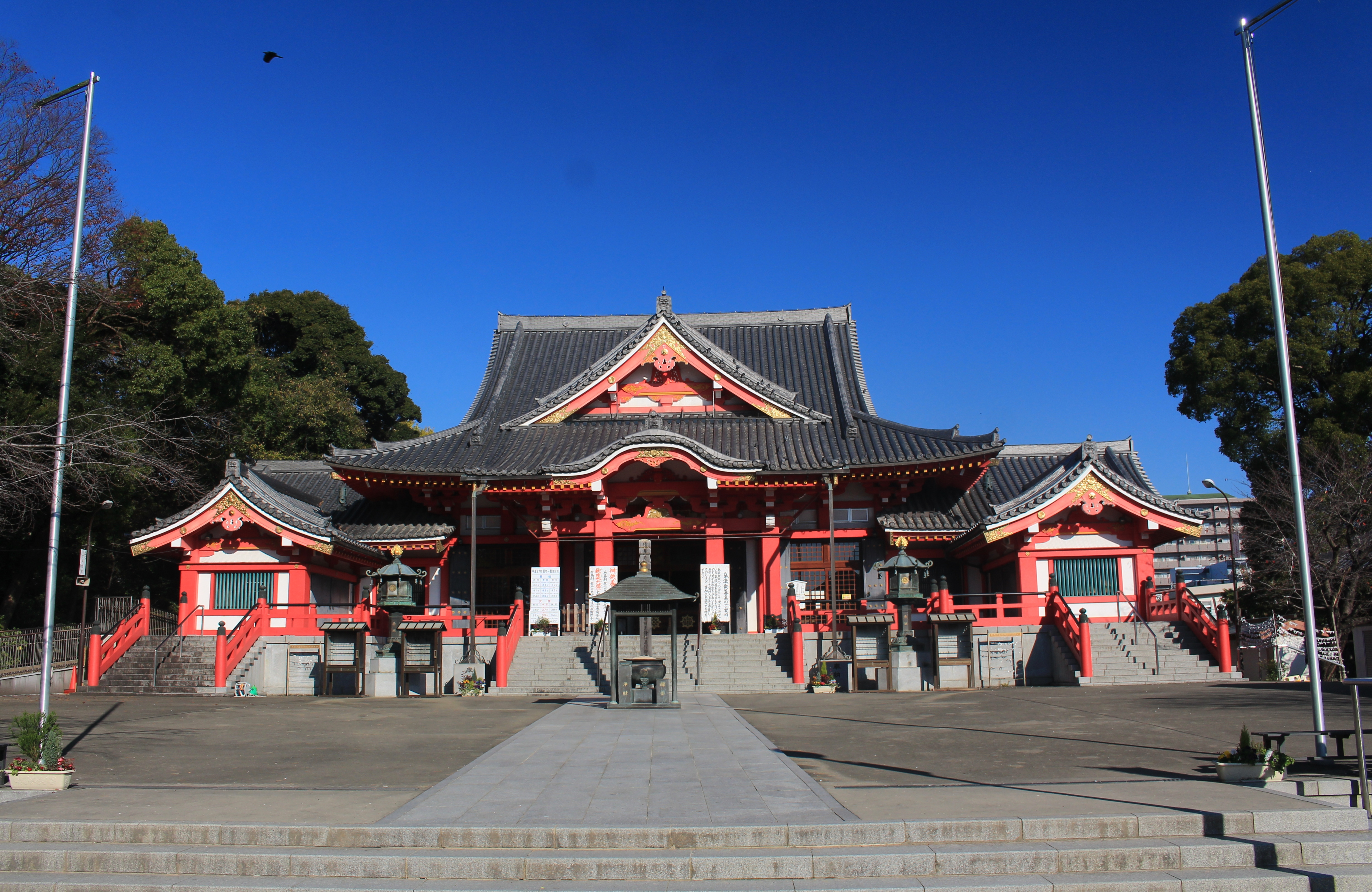
甚目寺観音

### 寺社
- 甚目寺観音 - 尾張四観音の一つ
- 實成寺
- 妙勝寺
- 法性寺
- 漆部神社
- 萱津神社

### 史跡
- 阿弥陀寺遺跡
- 森南遺跡
- 大渕遺跡
- 甚目寺遺跡
- 法性寺跡
- 清林寺遺跡
- 萱津古戦場跡

### その他の名所
- 津島街道（津島上街道）
- 鎌倉街道
- 小町塚 - 小野小町が関東へ向かう途中、新居屋で亡くなったという伝説がある。
- 清洲飛行場（通称：甚目寺飛行場） - 町内に当時の壕などが残る。甚目寺公民館の敷地内に開拓記念碑が建てられている。1995年に甚目寺町教育委員会が「甚目寺飛行場」という冊子を作成した。
- 甚目寺町歴史民俗資料館 - 1986年に開館した歴史資料館。
- 部落解放同盟甚目寺支部 -栄（旧東今宿村周辺）の部落問題解決の為に設立[10]

### 祭事・イベント
- 甚目寺観音節分会（2月）
- 町民まつり（8月）
- 甚目寺観音桃十日祭（8月）
- 萱津神社香の物祭（8月）

## 甚目寺町出身の有名人

### 政治
- 丹波正史（部落解放運動家、甚目寺町会議員）

### 学術
- 小笠原登（医学者、名誉町民）
- 大槻快尊（心理学者）
- 丹波史紀（福島大学行政政策学類准教授）

### 芸能・文化
- 足土貴英（歌手）
- 加藤拓也（歌手）
- 加藤あい（女優）
- 桐原いづみ（漫画家）
- 佐藤順一（アニメーション監督）
- 甚目裕夫（ピアニスト）
- Mr.シャチホコ（ものまね芸人）
- 水谷雅子（酒井雅子）(元歌手、読者モデル)
- 山口恵莉花（歌手）
- 山口賢貴（俳優、タレント）

### スポーツ選手
- 武藤弘樹（アーチェリー選手）

### 歴史上の人物
- 赤林孫七郎（武将）